# Železov(III) klorid
Železov(III) klorid ali feriklorid je spojina s kemijsko formulo FeCl3. Kristali železovega triklorida so v odbiti svetlobi temno zeleni, v prepuščeni svetlobi pa škrlatno rdeči. Brezvodna spojina je zelo higroskopna in v vlažnem zraku tvori meglo vodikovega klorida. V naravi se pojavlja kot zelo redek mineral molizit in v nekaterih fumarolah.
V vodi hidrolizira. Reakcija je eksotermna. Raztopina je rjavo obarvana, kisla in jedka tekočina, ki se uporablja kot flokulant za obdelavo odpadnih voda in pripravo pitne vode, sredstvo za jedkanje bakra in njegovih zlitin in tiskanih vezij. Brezvoden železov(III) klorid je precej močna Lewisova kislina, ki se uporabja kot katalizator v organskih sintezah.

## Nomenklatura
Deskriptorja brezvoden in hidrat povesta, da je sol brezvodna ali ima vezano kristalno vodo. Bolj natančen je deskriptor heksahidrat, ki pove, da ima molekula vezanih šest molekul kristalne vode, se pravi da je njena formula FeCl3•6H2O. Spojina se piše tudi kot trans-[Fe(H2O)4Cl2]Cl•2H2O in s sistematskim imenom tetraakvadikloroželezov(III) klorid dihidrat, ki natančno opišeta tudi njeno zgradbo.

## Zgradba in lastnosti
Brezvodni FeCl3 ima oktaedrične Fe(III) centre, ki so med seboj povezani z dvema koordinatnima kloridnima ligandoma. Heksahidrat je sestavljen iz kationskih kompleksov trans-[Fe(H2O)4Cl2]+ in kloridnih anionov. Preostali dve molekuli vode sta vrinjeni v monoklinsko kristalno mrežo.
Železov(III) klorid ima relativno nizko tališče in vre pri približno 315 °C. Pare so sestavljene iz dimera Fe2Cl6, ki z naraščajo temperaturo vedno bolj disociira v monomerni FeCl3 (molekularna točkovna simetrija D3h) oziroma njegova konkurenčna reverzibilna razpadna produkta železov(II) klorid (FeCl2) in elementarni klor (Cl2).

## Priprava
Brezvodni FeCl3 se lahko pripravi iz elementarnega železa in klora:
2 Fe(s) + 3 Cl2(g) → 2 FeCl3(s)
Raztopine FeCl3 se industrijsko proizvajajo ali iz železa ali železove rude v zaključenem krožnem procesu, ki je sestavljeni iz  
- raztapljanja čistega železa v raztopini železovega(III) klorida

Fe(s) + 2 FeCl3(aq) → 3 FeCl2(aq)
- ali raztapljanja železove rude v klorovodikovi kislini

Fe3O4(s) + 8 HCl(aq) → FeCl2(aq) + 2 FeCl3(aq) + 4 H2O
- in oksidacije železovega(II) klorida s klorom

2 FeCl2(aq) + Cl2(g) → 2 FeCl3(aq)
- ali oksidacije železovega(II) klorida s kisikom

FeCl2(aq) + ¼O2 + HCl → FeCl3(aq) + ¼H2O
- Kot oksidant se lahko uporabi tudi vodikov peroksid.

FeCl3•6H2O se lahko pretvori v brezvodno sol s protitočnim izpiranjem s tionil kloridom. Pretvorba heksahidrata v brezvodno sol s segrevanjem ni mogoča, ker razpade na HCl in železov oksiklorid. 

## Reakcije
Železov (III) klorid hidrolizira in daje kislo raztopino. Pri segrevanju z železovim(III) oksidom pri 350 ° C nastane železov oksiklorid FeOCl:
FeCl3 + Fe2O3 → 3 FeOCl
Je srednje močna Lewisova kislina in tvori z Lewisovimi bazami adukte. V reakciji na primer s trifenilfosfin oksidom nastane adukt FeCl3(OPPh3)2 (Ph = fenil). Reagira tudi s kloridi in tvori rumeno obarvan tetraedričen ion FeCl−
4.  Soli FeCl−
4 v klorovodikovi kislini se lahko ekstrahirajo z dietil etrom. 
Z alkalnimi kovinskimi alkoksidi tvori kovinske alkoksidne komplekse z različno kompleksnostjo. Spojine so lahko dimerne ali trimerne. V nazivno stehiometrični reakciji med FeCl3 in natrijevim etoksidom so v trdni fazi odkrili različne komplekse z več jedri.
FeCl3 + 3 [C2H5O]−Na+ → Fe(OC2H5)3 + 3 NaCl
Oksalati hitro reagirajo z raztopino FeCl3 in tvorijo ione  [Fe(C2O4)3]3−.  Druge karboksilatne soli, na primer citrati in tartrati, tvorijo komplekse. 

### Oksidacija
Železov(III) klorid je šibek oksidant in lahko oksidira na primer bakrov(I) klorid v bakrov(II) klorid:
FeCl3 + CuCl → FeCl2 + CuCl2
Reagira tudi z železom in tvori železov(II) klorid:
2 FeCl3 + Fe → 3 FeCl2
Reducenti, na primer hidrazin, pretvorijo železov(III) klorid v komplekse železa(II).

## Uporaba

### Industrija
Železov(III) klorid se uporablja za obdelavo odpadnih voda in pripravo pitne vode. V rahlo bazični vodi reagira s hidroksidnimi ioni in tvori kosmiče železovega(III) hidroksida, natančneje  FeO(OH)−, na katerega se vežejo suspendirani delci.  
[Fe(H2O)6]3+ + 4 HO− → [Fe(H2O)2(HO)4]− + 4 H2O → [Fe(H2O)O(HO)2]− + 6 H2O
V kloridni hidrometalurgiji se uporablja kot sredstvo za izluževanje, na primer za proizvodnjo silicija iz ferosilicija (FeSi, Silgrainov postopek).
Železov(III) klorid je pomemben reagent za jedkanje bakra na tiskanih vezjih. Redoks reakcija poteka v dveh stopnjah, v prvi do bakrovega(I) klorida in v drugi do bakrovega(II) klorida:
FeCl3 + Cu → FeCl2 + CuCl
FeCl3 + CuCl → FeCl2 + CuCl2
V reakciji etena s klorom, v kateri nastane 1,2-dikloroetan, služi kot katalizator:
H2C=CH2 + Cl2 → ClCH2CH2Cl
Nastala spojina se uporablja predvsem za industrijsko proizvodnjo vinil klorida, surovine za proizvodnjo polivinil klorida (PVC).

### Laboratorij
V laboratoriju se FeCl3 običajno uporablja kor Lewisova kislina za kataliziranje na primer kloriranja aromatskih spojin in Friedel-Craftsove reakcije aromatov. Je manj učinkovit kot aluminijev klorid, v nekaterih primerih, na primer pri alkiliranju benzena, pa ravno zato daje boljše izkoristke:
Feri kloridni test je tradicionalen kolorimetričen test za fenole. Zanj se uporablja 1 % raztopina FeCl3, ki se nevtralizira z natrijevim hidroksidom, dokler se ne začne  rahlo obarjati FeO(OH). Suspenzija se pred uporabo prefiltrira. Organska snov se raztopi v vodi, metanolu ali etanolu. Raztopini se doda nevtralizirana raztopina FeCl3. Sprememba barve, običajno v škrlatno, zeleno ali modro, dokazuje prisotnost fenola ali enola.
Reakcija se uporablja tudi v Trinderjevem testu, s katerim se ugotavlja prisotnost salicilatov, še posebej salicilne kisline, ki vsebujejo fenolne OH skupine.

### Drugo
- Brezvodni železov(III) klorid se uporablja kot sušilno sredstvo v nekaterih reakcijah.
- V organskih sintezah se uporablja za ugotavljanje prisotnosti fenolnih spojin, na primer za ugotavljanje čistosti sintetskega aspirina.
- Pri obdelavi pitne vode in odpadnih vod se uporablja za obarjanje fosfatov kot železov(III) fosfat.
- Ameriški numizmatiki z njim ugotavljajo letnico kovancev za pet centov, ki so tako obrabljeni, da letnica ni več  vidna.

- Kovači in umetniki, ki kujejo hladno orožje iz več vrst jekla, z njim jedkajo svoje izdelke, da vidijo sloje kovin in morebitne napake.
- Uporablja se tudi za jedkanje Widmanstättenovih vzorcev  v železovih meteoritih, tiskarskih plošč in valjev in tiskanih vezij.
- V veterini se uporablja za zdravljenje pregloboko odrezanih parkljev, še posebej, če parklji krvavijo.
- S ciklopentadienilmagnezijevim bromidom tvori ferocen.[15]
- Na Japonskem se je uporabljal za barvanje lončenine, predvsem čajnikov, v rožnato, rjavo in oranžno barvo.
- Uporablja se za ugotavljanje odpornosti nerjavnih jekel in drugih zlitin na točkasto in razpočno korozijo.
- Skupaj z natrijevim jodidom in acetonitrilom se uporablja za blago redukcijo organskih azidov v primarne amine.[16]
- Uporablja se tudi pri raziskavah tromboze pri živalih.[17]

### Varnost
Železov(III) klorid je strupen, kisel in zelo jedek. Brezvoden je učinkovito sušilno sredstvo.
Čeprav so poročila o zastrupitvah redka, lahko zaužitje povzroči resno obolelost in celo smrt. Napačno označevanje in skladiščenje lahko povzroči nenamerno zaužitje ali napačno zdravniško diagnozo, kar je še posebej nevarno pri težjih zastrupitvah.